# National Provincial Championship Division 2 1988
La National Provincial Championship Division 2 1988 fue la decimotercera edición de la segunda división del principal torneo de rugby de Nueva Zelanda.

## Sistema de disputa
El torneo se disputa en formato todos contra todos a una sola ronda, el equipo que logra el mayor puntaje al finalizar el torneo se corona campeón y asciende a la Primera División, mientras que el último clasificado desciende directamente a la Tercera División.

## Campeonato
Tabla de posiciones
| Pos. | Equipo           | Encuentros | Encuentros | Encuentros | Encuentros | Tantos | Tantos | Tantos | PB | PB | Puntos |
| Pos. | Equipo           | PJ         | PG         | PE         | PP         | F      | C      | Dif    | BO | BD | Puntos |
| ---- | ---------------- | ---------- | ---------- | ---------- | ---------- | ------ | ------ | ------ | -- | -- | ------ |
| 1.º  | Hawke's Bay      | 7          | 7          | 0          | 0          | 225    | 113    | +112   | 0  | 0  | 28     |
| 2.º  | Marlborough      | 7          | 6          | 0          | 1          | 160    | 113    | +47    | 0  | 0  | 24     |
| 3.º  | Wairarapa Bush   | 7          | 5          | 0          | 2          | 197    | 36     | +61    | 0  | 1  | 21     |
| 4.º  | Southland        | 7          | 3          | 0          | 4          | 141    | 132    | +91    | 0  | 1  | 13     |
| 5.º  | Poverty Bay      | 7          | 3          | 0          | 4          | 109    | 135    | -26    | 0  | 1  | 13     |
| 6.º  | King Country     | 7          | 2          | 0          | 5          | 99     | 128    | -29    | 0  | 2  | 10     |
| 7.º  | Mid Canterbury   | 7          | 1          | 0          | 6          | 80     | 153    | -73    | 0  | 3  | 7      |
| 8.º  | South Canterbury | 7          | 1          | 0          | 6          | 92     | 193    | -101   | 0  | 1  | 5      |

|  | Campeón.                      |
|  | Desciende a Tercera División. |

| Bandera de Nueva Zelanda |
| Campeón Hawke's Bay      |
| Primer título            |